# Atarba (Atarba) bifilosa
Atarba (Atarba) bifilosa is een tweevleugelige uit de familie steltmuggen (Limoniidae). De soort komt voor in het Neotropisch gebied.